# Gouvernement Gomes II
Embaló Gomes III
Le gouvernement Gomes II est le gouvernement de Guinée-Bissau du 16 avril 2018 au 3 juillet 2019.

## Historique

### Formation
Le 16 avril 2018, le président de la République, José Mário Vaz, nomme par décret Aristides Gomes au poste de Premier ministre afin de « mettre fin définitivement » à la crise politique qui dure depuis des années. C'est le résultat d'une décision prise par la CEDEAO lors d'un sommet tenu à Lomé le 15 avril.
Il constitue un gouvernement de consensus national qui a pour principale mission d'organiser les élections législatives. Celles-ci, qui auraient constitutionnellement du se tenir au printemps 2018, ont pris en effet du retard pour des raisons tenant à la fois aux divergences politiques et à des causes techniques et financières (recensement pour la mise à jour de la liste électorale).
Le gouvernement se compose de 18 ministres et 8 secrétaires d'État.

### Succession
Après les élections législatives bissau-guinéennes de 2019 qui se tiennent en mars 2019, Gomes est reconduit dans ses fonctions par le président Vaz le 22 juin 2019, soit juste la veille de la fin calendaire du mandat présidentiel de cinq ans de ce dernier.
Le nouveau gouvernement, reflétant la nouvelle majorité à l'Assemblée nationale (PAIGC et ses alliés dont l'APU) est formé le 3 juillet.

## Composition
La composition est la suivante.
| Portefeuille                                                                                                | Titulaire | Titulaire                 | Parti      |
| --- | --------- | ------------------------- | ---------- |
| Premier ministre Ministre de l'Économie et des Finances                                                     |           | Aristides Gomes           | PAIGC      |
| Ministre de la Présidence du Conseil des ministres et des Affaires parlementaires                           |           | Agnelo Regala             | UM         |
| Ministre des Affaires étrangères, de la Coopération internationale et des Communautés                       |           | Ribeiro Butiam Có         | PRS        |
| Ministre de l'Intérieur                                                                                     |           | Mutaro Djaló              | Sans       |
| Ministre de la Défense nationale                                                                            |           | Eduardo Costa Sanhá       | Sans       |
| Ministre de l'Administration territoriale et du Développement local                                         |           | Ester Fernandes           | PAIGC      |
| Ministre de la Justice et des Droits de l'Homme                                                             |           | Iaia Djaló                | PND        |
| Ministre des Travaux publics, du Logement et de l'Urbanisme                                                 |           | António Óscar Barbosa     | PAIGC      |
| Ministre de l'Éducation nationale, de l'Enseignement supérieur, de la Culture, de la Jeunesse et des Sports |           | Camilo Simões Pereira     | PAIGC      |
| Ministre de la Santé publique                                                                               |           | Maria Inácia Có Sanhá     | PRS        |
| Ministre de l'Agriculture, des Forêts et du Développement rural                                             |           | Nicolau dos Santos        | PRS        |
| Ministre de la Pêche et de l'Économie maritime                                                              |           | Adiatu Djaló Nandinga     | PAIGC      |
| Ministre des Transports et des Communications                                                               |           | Mamadú Serifo Jaquité     | MADEM G-15 |
| Ministre de la Réforme administrative et du Travail                                                         |           | Fernando Gomes            | PRS        |
| Ministre de l'Énergie et de l'Industrie                                                                     |           | António Serifo Embaló     | PRS        |
| Ministre du Commerce et du Tourisme                                                                         |           | Vicente Fernandes         | PCD        |
| Ministre des Combattants de la liberté de la patrie                                                         |           | Aristides Ocante da Silva | MADEM G-15 |
| Ministre de la Communication sociale                                                                        |           | Victor Gomes Pereira      | PRS        |
| Secrétaire d'État à l'Aménagement du territoire et à l'Intégration                                          |           | Humiliano Alves Cardoso   | MADEM G-15 |
| Secrétaire d'État à l'Environnement et à la Biodiversité                                                    |           | Quité Djaló               | PAIGC      |
| Secrétaire d'État aux Communautés                                                                           |           | Queba Banjai              | PAIGC      |
| Secrétaire d'État à l'Énergie                                                                               |           | João Saad                 | PAIGC      |
| Secrétaire d'État chargé du Budget                                                                          |           | João Alberto Djatá        | PRS        |
| Secrétaire d'État chargé du Trésor                                                                          |           | Suleimane Seidi           | PAIGC      |
| Secrétaire d'État à la Gestion hospitalière                                                                 |           | Pauleta Camará            | PAIGC      |
| Secrétaire d'État à la Jeunesse, à la Culture et aux Sports                                                 |           | Florentino Fernando Dias  | MADEM G-15 |